# Vellore Institute of Technology
Le VIT (Vellore Institute of Technology) est un établissement universitaire privé et réputé, fondé en 1984 et basé dans la ville de Vellore, dans le quartier Katpadi, dans l'état du Tamil Nadu en Inde. La gare ferroviaire la plus proche est Katpadi Junction. Cette institution a été reconnue par le gouvernement d'Inde comme un des Établissements d'Eminence (Institutions of Eminence, IoE), constamment en tête du classement NIRF (National Institutional Ranking Framework) du ministère de l'Education.
VIT Vellore fait partie d'une institution plus grande qui possède quatre campus : Vellore, Chennai, Amaravati et Bhopal.

## Histoire
Le VIT a été initialement fondé sous le nom de Vellore Engineering College le 5 juillet 1984 par M. G Vishwanathan, un ancien parlementaire et ministre du gouvernement du Tamil Nadu. Il a été créé en vertu de l'article 3 de la loi de 1956 sur la Commission des subventions universitaires (UGC) et a été fondé en 1984 en tant qu'institution autofinancée appelée Vellore Engineering College. Le ministère du Développement des ressources humaines de l'Union a conféré le statut d'université au Vellore Engineering College en 2001. L'université est dirigée par son fondateur et chancelier, le Dr G. Viswanathan, ancien parlementaire et ministre du gouvernement du Tamil Nadu. En reconnaissance de son service à l'Inde en offrant une éducation de classe mondiale, il a reçu un doctorat honorifique de la West Virginia University, aux États-Unis. M.Sankar Viswanathan, Dr.Sekar Viswanathan et M.G.V. Selvam sont les vice-présidents ; Le Dr Rambabu Kodali est le vice-chancelier et le Dr Partha S Mallick est le pro-vice-chancelier.

## Facultés
Le VIT dispose de 9 facultés :
- Faculté des sciences de l'ingénieur et de l'informatique
- Faculté des sciences du vivant et des biotechnologies
- Faculté des sciences de l'ingénieur et des technologies de l'information
- Faculté de génie électrique
- Faculté des langues et des sciences sociales
- Faculté des Advanced Sciences
- Faculté de génie électronique
- Faculté de génie mécanique
- Ecole de commerce

## Galerie

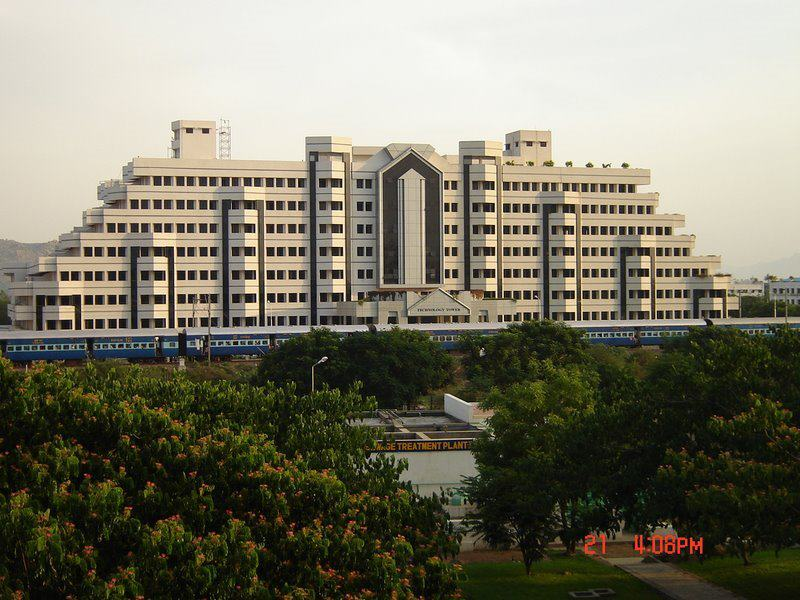
Technology Tower, Vellore
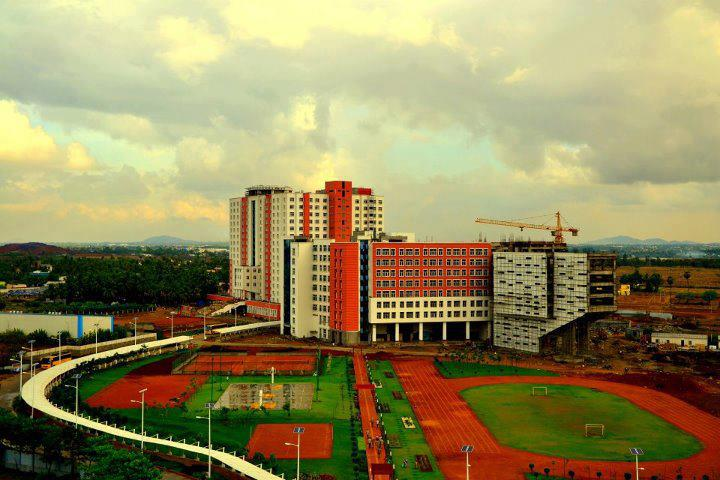
Academic Block, Chennai
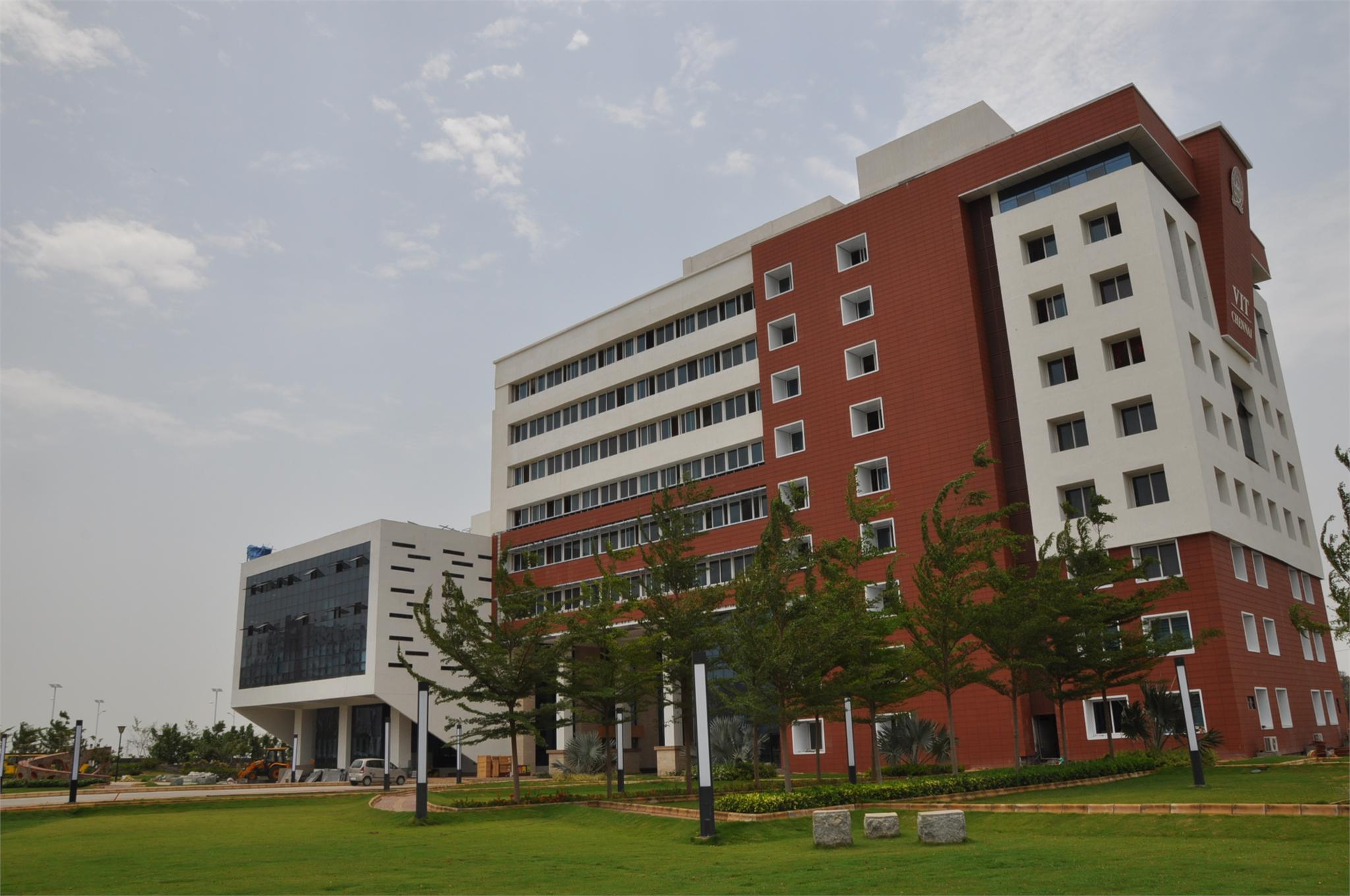
MBA Block, Chennai
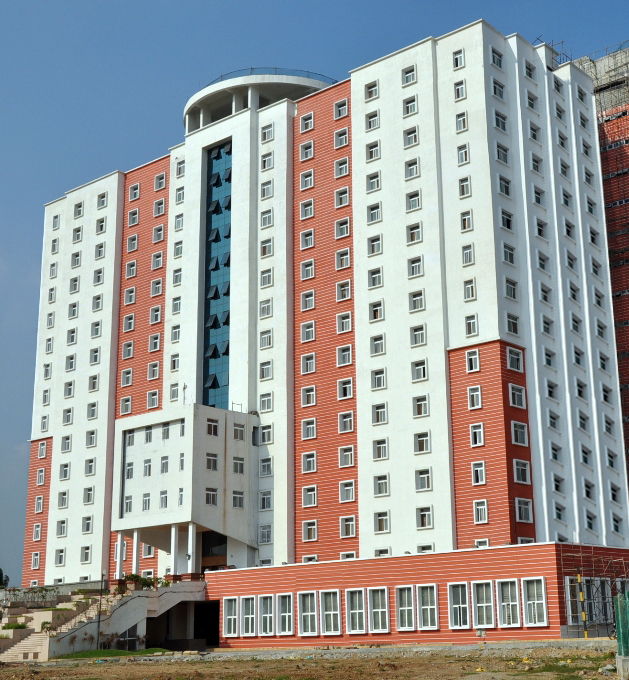
Men's Hostels, Chennai
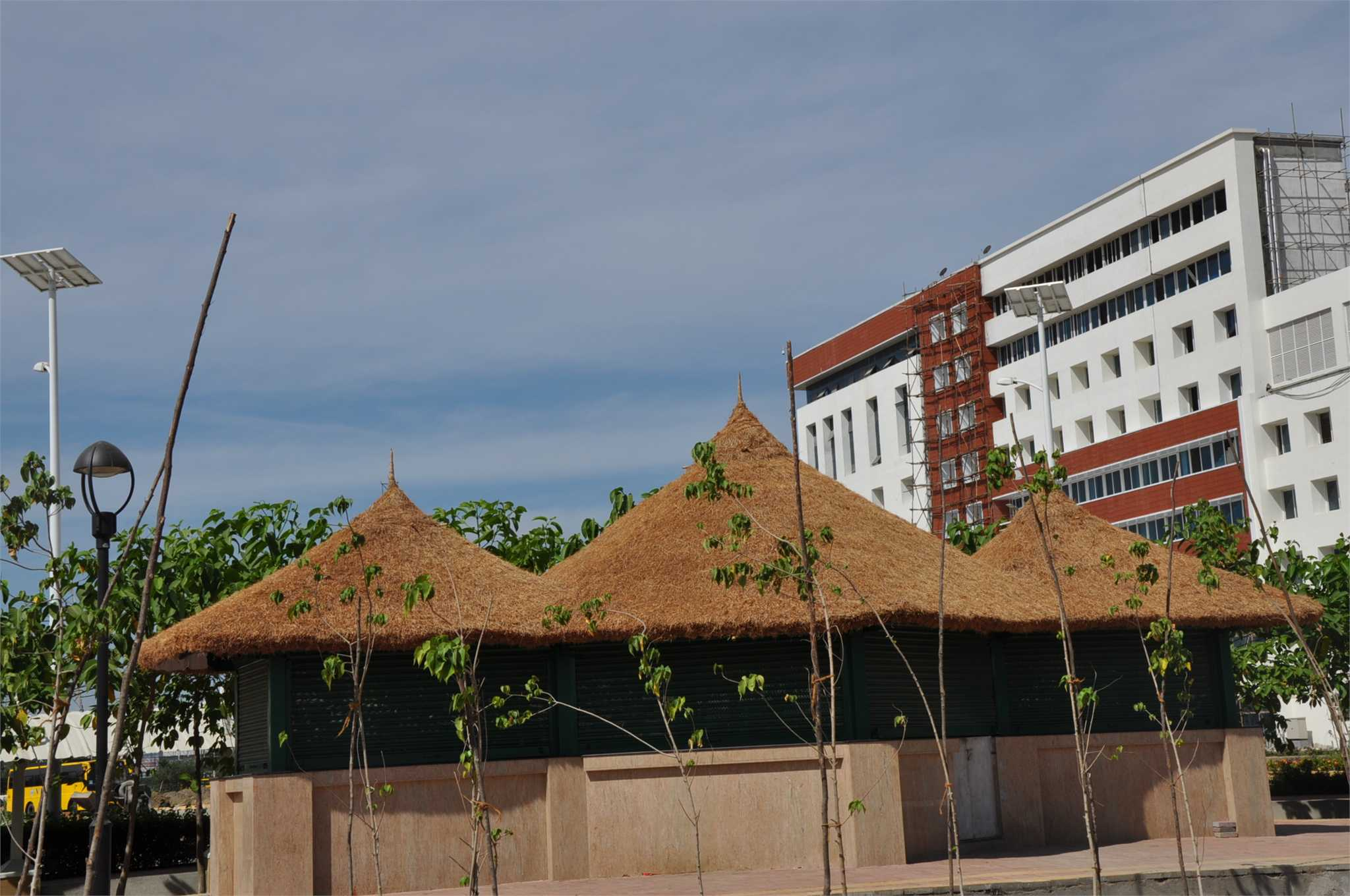
Gazebo, Chennai
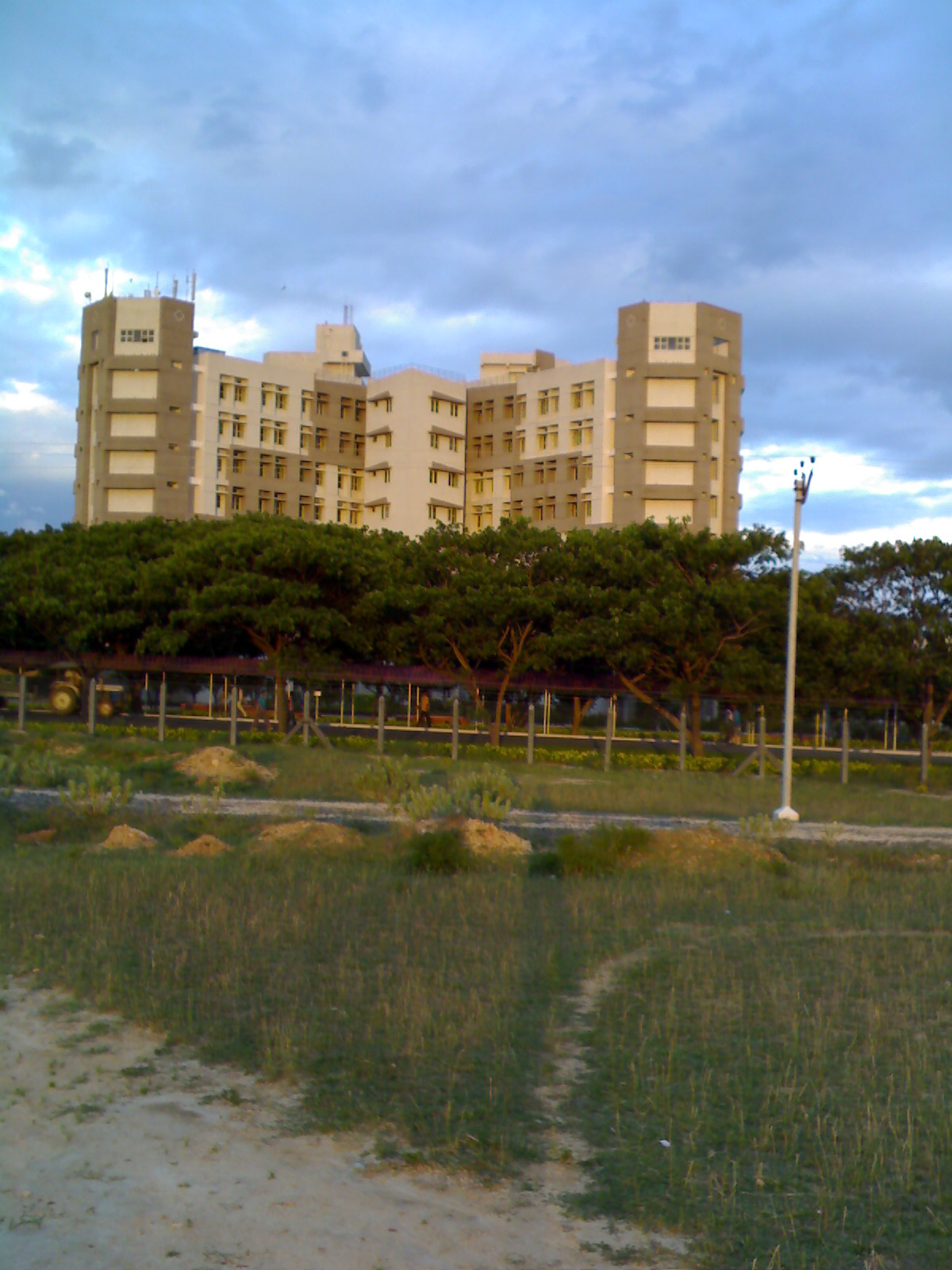
Men's hostel H block, Vellore